# ارشد چودری
ارشد چودری (انگلیسی: Arshad Chaudhry؛ ۱۰ آوریل ۱۹۵۰ – ۱۱ ژوئن ۲۰۱۵) ورزشکار هاکی روی چمن اهل پاکستان بود.
وی در مسابقات کشوری و بین‌المللی در مجموع برندهٔ ۱ مدال طلا، ۱ مدال برنز شده‌است.